# Hydra (corazzata)
L'Hydra (in greco Υδρα) è stata una corazzata di tipo "ironclad" (con lo scafo protetto da uno spessa corazza in ferro) della Regia marina greca, capoclasse dell'omonima classe navale.
Ordinata nel 1885 in risposta all'espansionismo navale attuato dall'Impero ottomano, venne varata quattro anni più tardi nel cantiere francese di Saint-Nazaire, per essere quindi consegnata al paese ellenico nel 1892. Partecipò alla guerra greco-turca e alla prima guerra balcanica, dove venne impiegata nelle battaglie di Elli e Lemno. Non prese parte invece alla prima guerra mondiale, al termine della quale venne convertita in nave d'addestramento. Venne infine demolita nel 1929.

## Caratteristiche

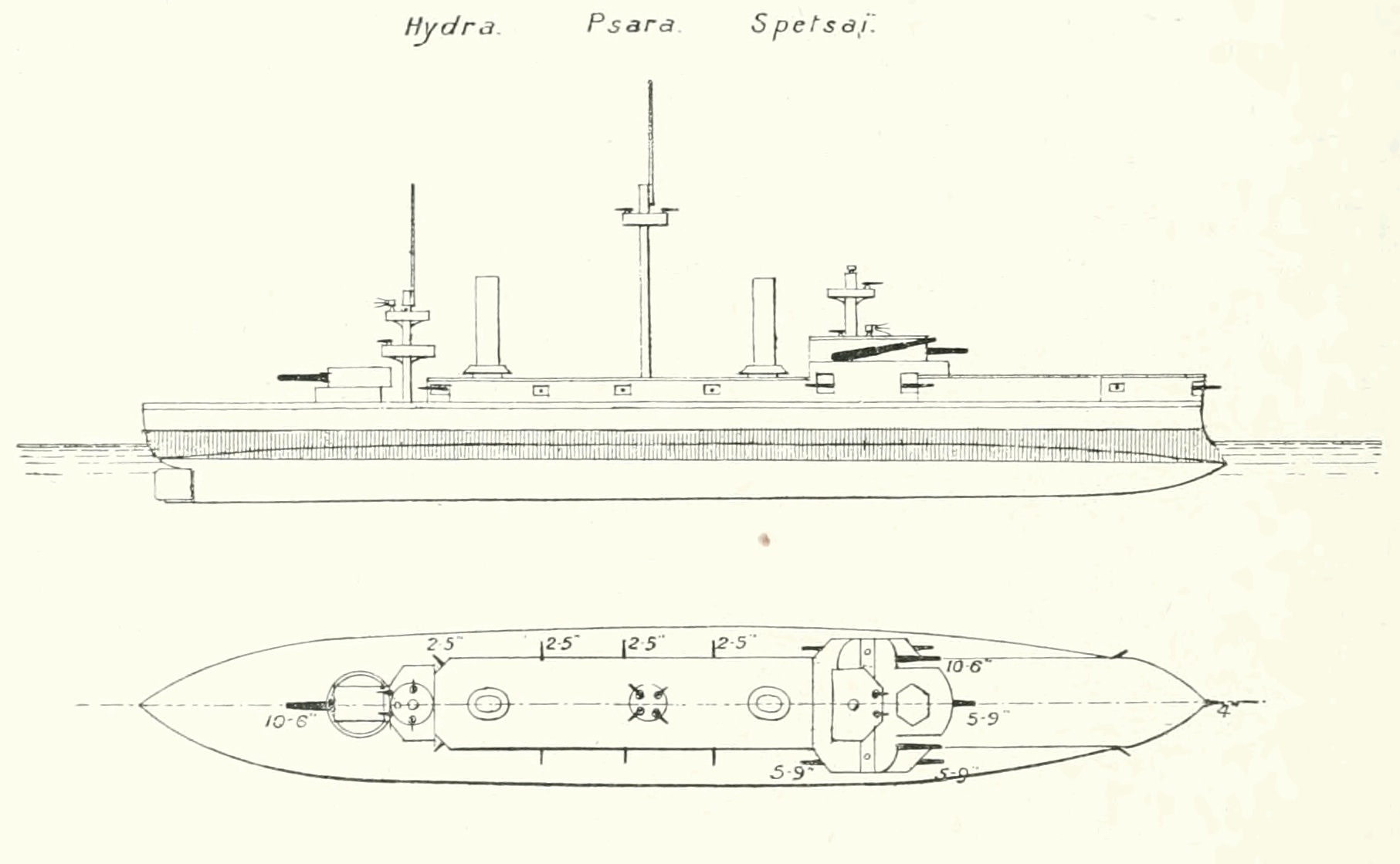
Vista superiore e laterale di una corazzata classe Hydra

Il governo del primo ministro greco Charilaos Trikoupis ordinò di tre nuove corazzata di tipo "ironclad" della classe Hydra nel 1885. L'Hydra venne commissionata alla società francese Ateliers et Chantiers de la Loire che ne avviò i lavori nel proprio cantiere navale di Saint-Nazaire. Varata nel 1889, venne inviata alla Regia marina greca nel 1892, assieme alle sorelle Spetsai e Psara. La nave risultava essere lunga 102,01 m, larga 15,80 m ed aveva un pescaggio di 5,5 m, per complessive 4.800 t di dislocamento. L'apparato propulsivo era costituito da due motori a vapore in grado di erogare 6.700 hp (5.000 kW), che le davano la capacità di navigare a 17 nodi (31 km/h) di velocità. La riserva di carbone ammontava a 500 tonnellate.
L'armamento principale dell'Hydra consisteva in tre cannoni da 270 mm, di cui due (lunghi 34 volte il calibro – L/34) in barbette posizionate ai lati della parte anteriore della sovrastruttura, e uno, lungo 28 volte il calibro, in una torretta a poppa. Sotto i due cannoni da 270 mm della sovrastruttura erano posizionati quattro cannoni da 150 mm L/36 in altrettante casematte, mentre un quinto cannone da 150 mm si trovava nella parte centrale della sovrastruttura. Per difendersi dalle torpediniere erano stati installati quattro cannoni da 86 mm L/22, quattro cannoni da 3 libbre, altri quattro da una libbra e sei cannoni revolver sempre da una libbra. Erano presenti inoltre tre tubi lanciasiluri da 360 mm. La corazzatura era in acciaio normale prodotto dalla Schneider-Creusot francese misto ad acciaio composito: la cintura corazzata era spessa 300 mm, mentre le barbette delle batterie di cannoni principali arrivavano a 360 mm.

## Storia
Durante la guerra greco-turca (1897) l'intervento delle potenze occidentali impedì alla Grecia di sfruttare appieno la propria superiorità navale contro l'Impero ottomano. Di conseguenza, anche l'Hydra non intraprese azioni di rilievo durante il conflitto. Dal 1897 al 1900 tutte e tre le corazzate della classe Hydra vennero parzialmente rimodernate nell'armamento. In particolare, l'Hydra fu inviata nei cantieri francesi della Société Nouvelle des Forges et Chantiers de la Méditerranée, che provvide a rimpiazzarne i piccoli calibri con un cannone da 99 mm a prua, otto cannoni da 9 lb, quattro da 3 lb e 10 cannoni revolver da una libbra; uno dei tre tubi lanciasiluri fu tolto per far spazio ad un cannone da 380 mm. In altri lavori durati dal 1908 al 1910 i vecchi cannoni da 150 mm vennero sostituiti con dei pezzi dello stesso calibro L/45.
Due mesi dopo l'avvio della prima guerra balcanica, che vide contrapporsi l'Impero ottomano e la Lega Balcanica, di cui la Grecia era parte, la marina militare ottomana attaccò quella greca che stava bloccando i Dardanelli. La flotta greca, che includeva l'incrociatore corazzato Georgios Averof e tutte e tre le corazzate della classe Hydra, salparono dall'isola di Imbro, incrociando la flotta avversaria (vecchie corazzate Barbaros Hayreddin e Turgut Reis, nove cacciatorpediniere e sei torpediniere) dopo le 09:30, dando così inizio alla battaglia di Elli (16 dicembre 1912). Gli ottomani aprirono per primi il fuoco alle 09:50 da una distanza di oltre 13,5 km, a cui seguì la risposta greca dopo dieci minuti, da una distanza però di circa 8 km. Messa in difficoltà, la flotta ottomana ripiegò in disordine entro un'ora nei Dardanelli.
Gli ottomani organizzarono quindi un piano per far allontanare il potente Georgios Averof dai Dardanelli, che prevedeva di far uscire dal blocco greco l'incrociatore protetto Hamidiye per farlo scorrazzare nel mar Egeo, sperando che l'incrociatore greco si fosse mosso alla sua ricerca. Il Georgios Averof invece non si mosse, e quando una nuova squadra navale ottomana si fece avanti dando inizio alla battaglia di Lemno, vennero nuovamente respinte con pesanti danni a due corazzate. L'Hydra e le altre navi dell'omonima classe, benché presenti alla battaglia, non riuscirono a prendere parte ai combattimenti perché troppo lente.
Per il 1914 l'Hydra era stata assegnata all'addestramento e ritirata dal servizio attivo. Alla fine del luglio dello stesso anno, quando scoppiò la prima guerra mondiale, il re filo-tedesco Costantino I di Grecia decise di rimanere neutrale. Nel 1915 la Triplice intesa sbarcò, col permesso di Costantino I, dei soldati a Salonicco, ma la tensione salì fino a quando il Re greco sostituì il primo ministro Eleutherios Venizelos, filo-Alleato, che stabilì un governo rivoluzionario a Salonicco. Nell'ottobre 1916 l'Hydra e un paio di torpediniere di unirono a Venizelos, ma i francesi disarmarono le navi ponendole nella riserva fino alla fine della guerra. L'Hydra venne messa a riposo nel 1918 e cancellata dal registro navale l'anno successivo, con la previsione di venderla come rottame nel 1921. Nel 1922 tuttavia la nave riprese la vecchia funzione di nave per l'addestramento, ruolo che mantenne fino al 1929, quando venne demolita.